# Agnes Heginger

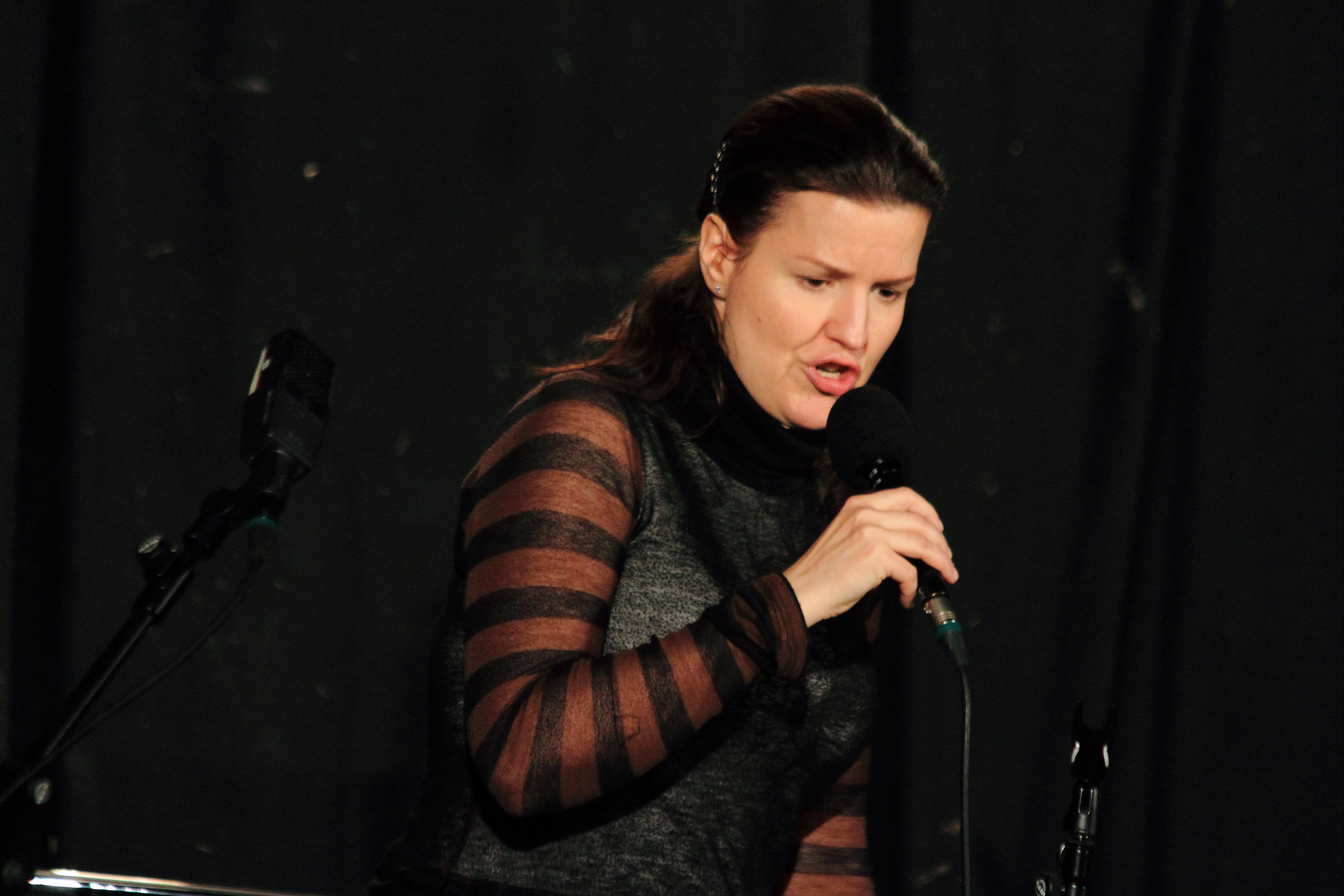
Agnes Heginger

Agnes Heginger (* 28. August 1973 in Klagenfurt) ist eine österreichische Sängerin (Sopran) und Komponistin, die im Bereich des Jazz und der Improvisationsmusik ebenso wie in zeitgenössischer und Alter Musik hervorgetreten ist.

## Leben und Wirken
Heginger, die von Kindesbeinen an sang und als Jugendliche in mehreren Bands auftrat, erhielt zunächst privaten Geigenunterricht sowie im Anschluss eine zweijährige Violinausbildung am Schubertkonservatorium Wien. Zwischen 1990 und 1994 absolvierte sie eine klassische Gesangsausbildung am Konservatorium der Stadt Wien. Ein Studium des Jazzgesangs an der Kunstuniversität Graz schloss sich bis 1999 an.
Heginger gründete mit Songs and Other Noises und der Agnes Heginger Band sowie 2022 dem Agnes Heginger Quintett  eigene Bands. Mit dem Sextett Pago Libre, im Ensemble von Paul Gulda und im Trio mit Christoph Cech und Peter Herbert erkundete Heginger den experimentellen Jazz, mit dem Plasmic Quartett die Neue Improvisationsmusik. Mit Karlheinz Essl arbeitete sie in der avantgardistischen Elektronik, mit Klaus Wienerroither pflegte sie im Duo Boa Boa das Wienerlied und den Pop; im Trio extra virgine verknüpfte sie gemeinsam mit Nika Zach und Ingrid Oberkanins Jazz, Folklore und Vokalkunst. Weiterhin arbeitete sie mit Georg Breinschmid, Roland Neuwirth, Franz Hautzinger, Harry Pepl und Krzysztof Dobrek. In den letzten Jahren fokussierte sie auf Textvertonungen österreichischer und deutscher Autoren.
Heginger ist als Gesangsdozentin der Anton Bruckner Privatuniversität Linz tätig, war aber auch Dozentin der Swiss Jazz School und am Jazz-Institut Berlin.

## Preise und Auszeichnungen
Heginger gewann in Antwerpen bei der 4th International Young Artists´ Presentation – Early Music den ersten Preis. Die CD PlatzDaDA (2009) mit Pago Libre erhielt den Preis der Deutschen Schallplattenkritik.

## Diskographie
- Songs and Other Noises (ORF Edition Jazz 2002)
- Ensemble Mikado: The Dark Is My Delight (ORF Edition Alte Musik 2005)
- Plasmic: Live at Chilli Jazz Festival 2013 (Leo Records 2014, mit Elisabeth Harnik, Uli Winter, Fredi Pröll)
- Studio Dan & Agnes Heginger: Friedrich Cerha – Eine letzte Art Chansons (Jazzwerkstatt Wien 2015)
- Out of the Blue (mit Karlheinz Essl): Sommerwellen (Nachstück Records 2017)[4]

## Lexikalischer Eintrag
- Georg Demcisin: Heginger, Agnes. In: Oesterreichisches Musiklexikon. Online-Ausgabe, Wien 2002 ff., ISBN 3-7001-3077-5